# Nou TV
Nou Televisió sau Nou TV a fost o stație de televiziune publică a Comunității Valenciene din Spania. Aceasta a funcționat sub conducerea RTVV, având centrul la Burjassot, în apropiere de Valencia. Programele erau urmărite în Comunitatea Valenciană și în zonele adiacente, în special în Catalonia. Numele Nou înseamnă în catalană „nou” sau „nouă”, sigla postului fiind cifra nouă sau o stilizare a acesteia.
Nou Televisió a emis de la sfârșitul anilor 1980 (9 octombrie 1989) până la 29 noiembrie 2013 când, în urma crizei financiare din 2012, 72% dintre angajați au fost concediați si RTVV a fost închis.